# مطور ألعاب مستقل
مطور الألعاب المستقل هو المطور الذي يتجرد من سيطرة شركات التوزيع الضخمة ويعتمد على سبل بسيطة لتطوير الألعاب. يطلق على المطور المستقل كلمة إندي التي تستخدم لوصف نوع من موسيقى الروك المستقلة عن شركات التوزيع الكبيرة، مما يسمح لهذا النوع من الموسيقى بالتحرر من المحركات التجارية التي قد تكبح جماح البراعة والاختراع والتجديد في الموسيقى. تستعمل هذه الكلمة لوصف الأفلام وجميع أنواع الفنون أيضاً كما استعملت وصفًا لمطوروي الألعاب المستقلين.

## أنواع الألعاب التي يشتهر بها المطور المستقل
- العاب المتصفح
- ألعاب آركيد
- العاب ثنائية الأبعاد
- العاب ريترو
- العاب الجوالات الذكية

## أمثلة لمطوري الألعاب المستقلين العرب
- إندي سعودي
- ألعاب ونس
- عرب ستار جيمز

## أمثلة لمطوري الألعاب المستقلين العالميين
- تيم ميت
- آدم أتوميك
- شيفي راي
- تو دي بوي
- بيت بلوت
- موجانج

## منصات التطوير لمطور الألعاب المستقل
- منصات الألعاب المنزلية

- اكسبوكس لايف اندي جيمز

- ألعاب المتصفح

- الإنجليزية

- كونجريقيت
- نيو جراوندز

- العربية

- العاب هاي تن
- تاكو الألعاب